# میزولا (مونتانا)
میزولا (به انگلیسی: Missoula) شهری در ایالت مونتانا کشور ایالات متحده آمریکا است که جمعیت آن در سرشماری سال ۲۰۱۰ میلادی، ۶۶٬۷۸۸ نفر بوده‌است.